# Попов, Сергей Валентинович
Серге́й Валенти́нович Попо́в (род. 29 апреля 1959 года) — российский кардиолог, член-корреспондент РАМН (2011), академик РАН (2016).

## Биография
В 1982 году окончил лечебный факультет Томского медицинского института, затем работал врачом-хирургом, врачом анестезиологом-реаниматологом филиала Всесоюзного кардиологического научного центра Академии медицинских наук СССР, затем младшим, старшим и ведущим научным сотрудником.
В 1988 году — защитил кандидатскую диссертацию на тему «Сравнительная эффективность купирования пароксизмальных тахикардий различными методами электрокардиостимуляции».
В 1996 году — защитил докторскую диссертацию на тему «Электрические методы диагностики, контроля лекарственной терапии и лечения пароксизмальных тахикардий и тахиаритмий».
С 1992 года — руководитель отделения хирургического лечения сложных нарушений ритма сердца и электрокардиостимуляции.
В 2000 году — присвоено учёное звание профессора.
В 2002 году — был избран заместителем директора Томского НИИ кардиологии ТНИМЦ РАН по научной и лечебной работе, а с 2016 года — директор, а также заместитель директора по научной и лечебной работе Томского НИМЦ.
В 2011 году — избран членом-корреспондентом РАМН.
В 2014 году — стал членом-корреспондентом РАН (в рамках присоединения РАМН и РАСХН к РАН).
В 2016 году — избран академиком РАН (Отделение медицинских наук РАН).

## Научная деятельность
Основное направление научных исследований — изучение электрофизиологических механизмов формирования нарушений ритма и проводимости сердца, вопросов их диагностики, медикаментозного, интервенционного и хирургического лечения.
Автор более 500 научных статей, из них 41 монография и 53 авторских свидетельств и патентов. 
Внес существенный вклад в раскрытие патофизиологических механизмов различных форм сердечных аритмий, разработал и внедрил в клиническую практику ряд оригинальных операций, приборов и устройств для диагностики и радикального высокотехнологичного интервенционного лечения аритмий, в том числе жизнеугрожающих, у пациентов разных возрастных групп, включая новорожденных. Под его непосредственным руководством создана сеть аритмологических отделений в регионе Сибири и Дальнего Востока, а Сибирский аритмологический центр стал крупнейшей аритмологической клиникой страны.
Впервые в России разработал и внедрил метод радиочастотной внутрисердечной аблации сердечных аритмий, им имплантированы бивентрикулярные электрокардиостимуляторы и дефибрилляторы нового поколения для лечения пациентов с тяжелой сердечной недостаточностью.
Под его руководством защищено 13 докторских и 39 кандидатских диссертаций.
Член редакционной коллегии журналов «International Journal of Biomedicine» (США), «Комплексные проблемы сердечно-сосудистых заболеваний», заместитель редактора журналов «Вестник аритмологии» и «Сибирский медицинский журнал», вице-президент Всероссийского научного общества аритмологов, член Европейского и Российского обществ кардиологов и Европейской ассоциации аритмологов, Координационного совета Центра хирургической и интервенционной аритмологии МЗ РФ.

## Награды
- Заслуженный деятель науки Российской Федерации (2010)[2]
- Почётный диплом Всероссийского общества аритмологов «За выдающиеся достижения в области диагностики и лечения нарушений ритма сердца»
- Почетные грамоты Минздрава России и Российской академии наук
- Премия Томской области в сфере науки и здравоохранения
- Лауреат Главной медицинской премии России «Призвание» в номинации «За вклад в развитие медицины представителям фундаментальной науки и немедицинских профессий»  (2020)
- «Почетный работник науки и высоких технологий РФ» (2020)
- Лауреат Премии им. Е.Н. Мешалкина за  выдающийся вклад в развитие сердечно-сосудистой хирургии, новых методов диагностики и лечения сердечно-сосудистых заболеваний (2022)